# Sojus MS-07
Sojus MS-07 ist eine Missionsbezeichnung für den Flug des russischen Raumschiffs Sojus zur Internationalen Raumstation. Im Rahmen des ISS-Programms trägt der Flug die Bezeichnung ISS AF-53S. Es ist der 53. Besuch eines Sojus-Raumschiffs an der ISS und der 159. Flug im Sojusprogramm.

## Besatzung

### Hauptbesatzung
- Anton Nikolajewitsch Schkaplerow (3. Raumflug), Kommandant (Russland/Roskosmos)
- Norishige Kanai (1. Raumflug), Bordingenieur (Japan/JAXA)
- Scott Tingle (1. Raumflug), Bordingenieur (USA/NASA)

### Ersatzmannschaft
- Sergei Walerjewitsch Prokopjew (1. Raumflug), Kommandant (Russland/Roskosmos)
- Alexander Gerst (2. Raumflug), Bordingenieur (Deutschland/ESA)
- Jeanette Epps (1. Raumflug), Bordingenieurin (USA/NASA)

## Missionsbeschreibung
Die Mission brachte drei Besatzungsmitglieder der ISS-Expeditionen 54 und 55 zur Internationalen Raumstation. Der Flug war ursprünglich für den 27. Dezember 2017 geplant. Die NASA bat Roskosmos jedoch um eine Vorverlegung, um kein Personal über die Weihnachtsfeierlichkeiten in Baikonur vorhalten zu müssen. Allerdings befand sich die ISS nun auf einer Flugbahn, die nicht für den kurzen „Expressanflug“ geeignet war. Deshalb griff man für diese Mission wieder auf den klassischen Zweitagesanflug zurück.
Das Abdocken erfolgte am 3. Juni 2018 um 09:16 UTC, damit begann auf der Station die ISS-Expedition 56 mit Andrew Feustel als Kommandant. Die Landung erfolgte am selben Tag ca. 3 ½ Stunden später in der kasachischen Steppe 147 km südöstlich von Scheskasgan.

## Galerie

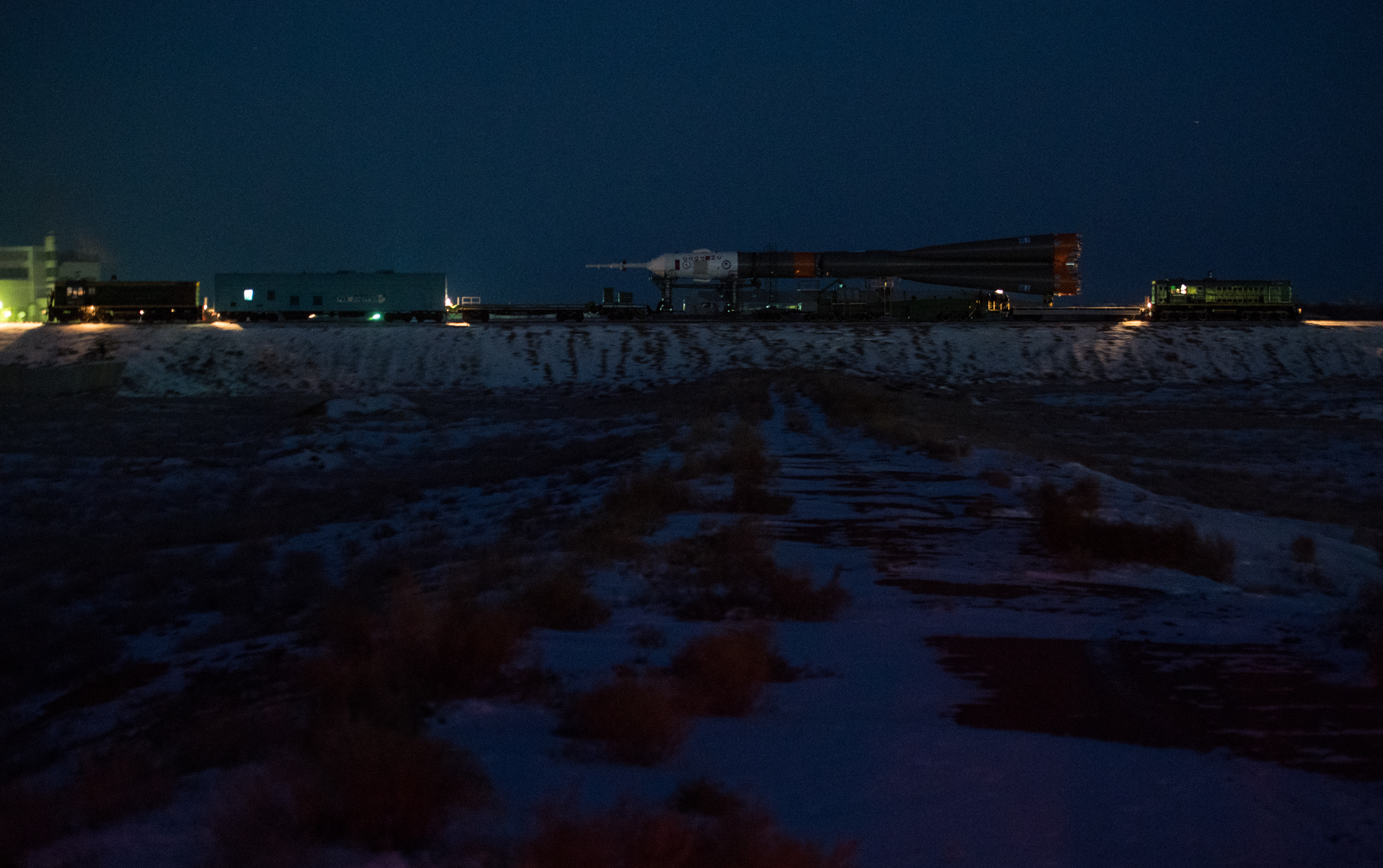
Der Rollout der Rakete am 15. Dezember 2017
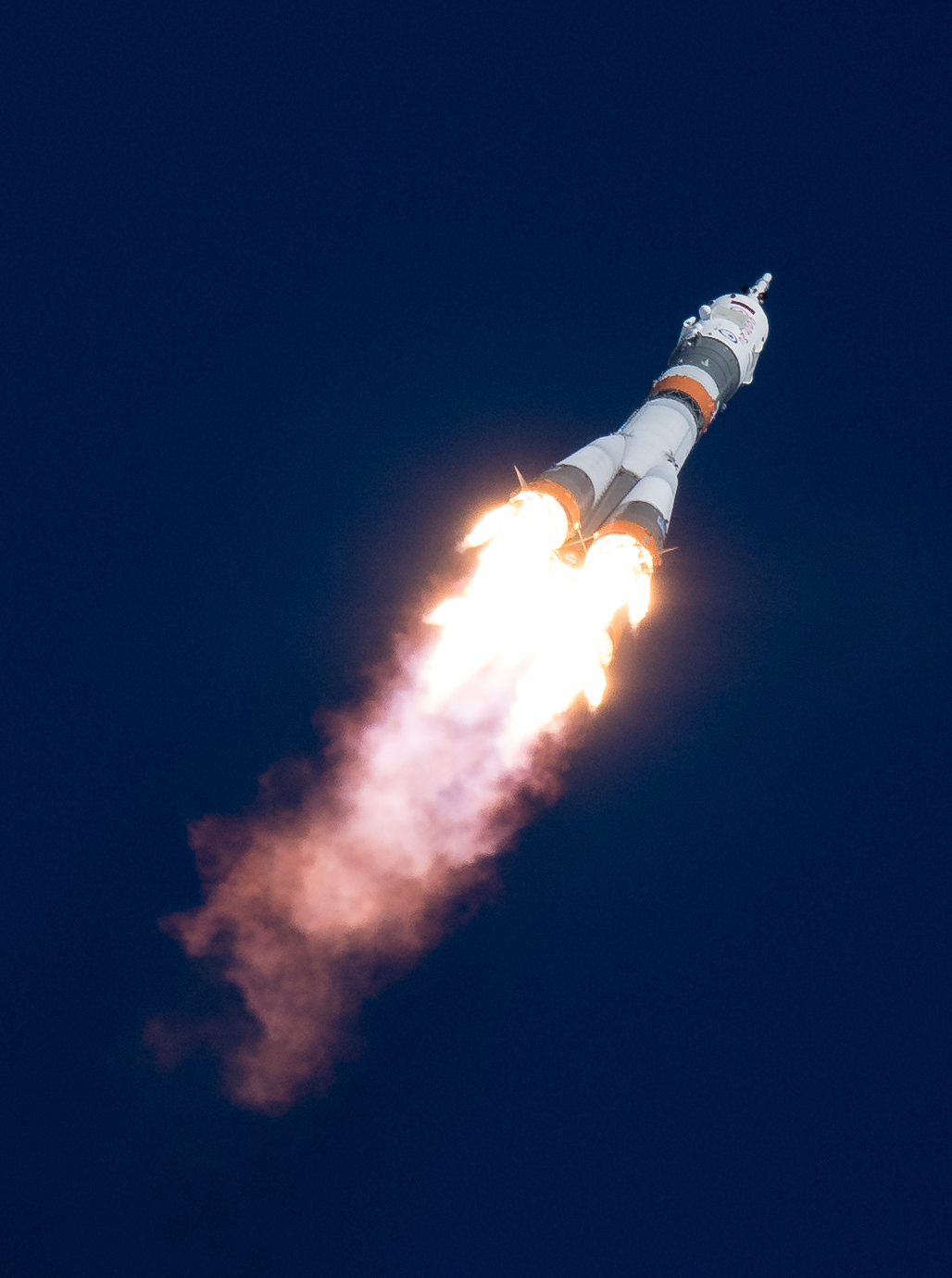
Der Start am 17. Dezember
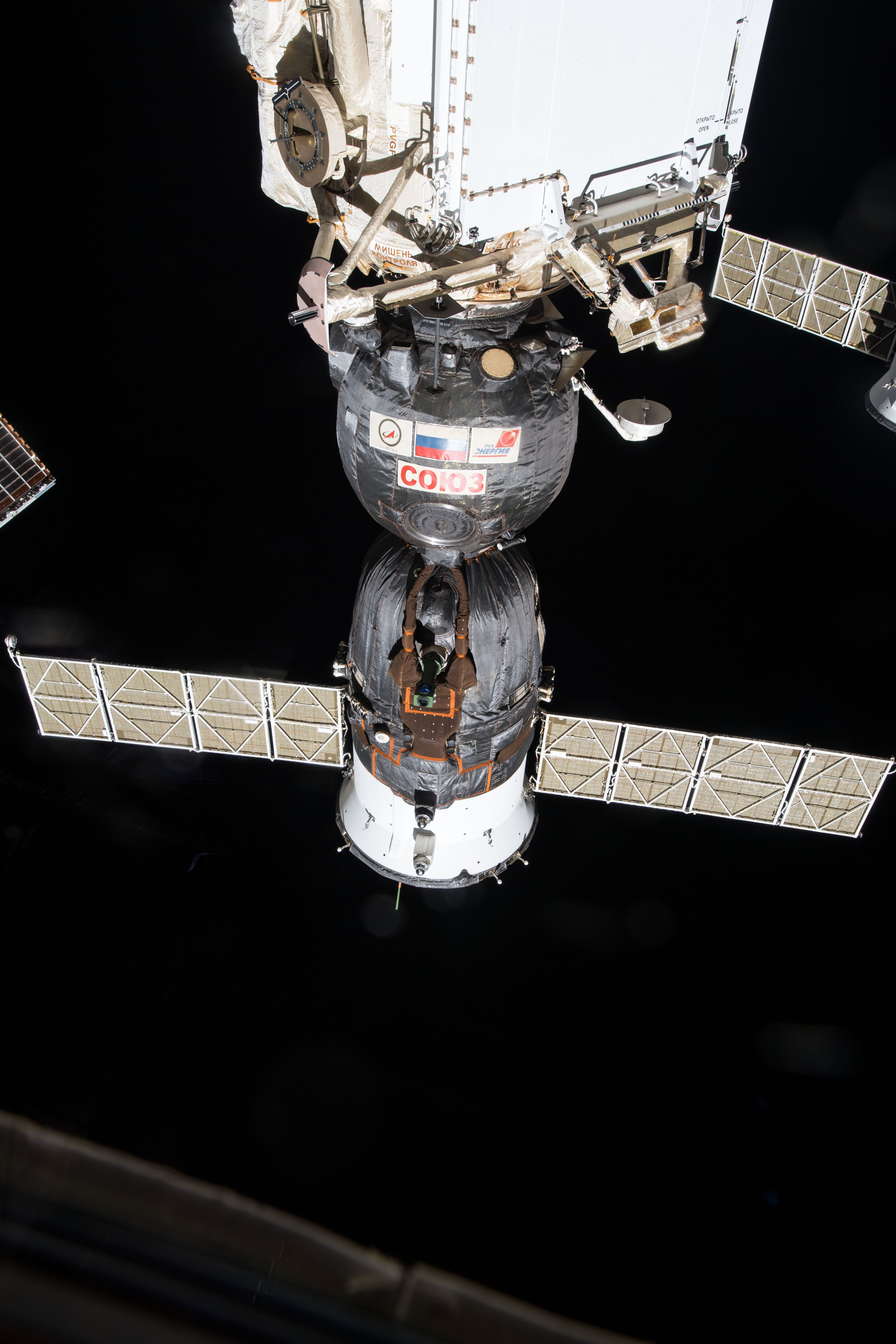
Das Raumschiff an der ISS am 24. März 2018
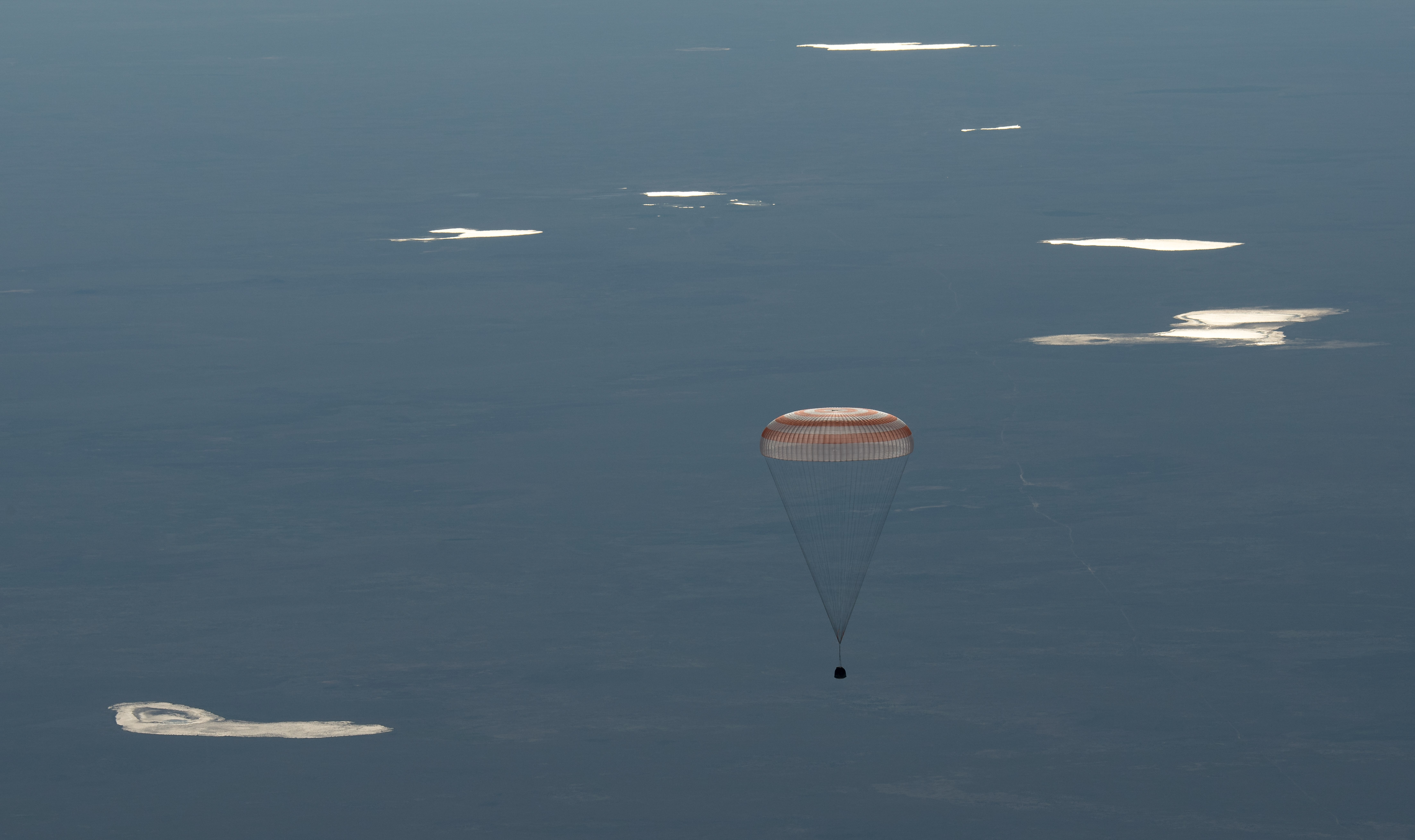
Die Landekapsel am Fallschirm am 3. Juni 2018
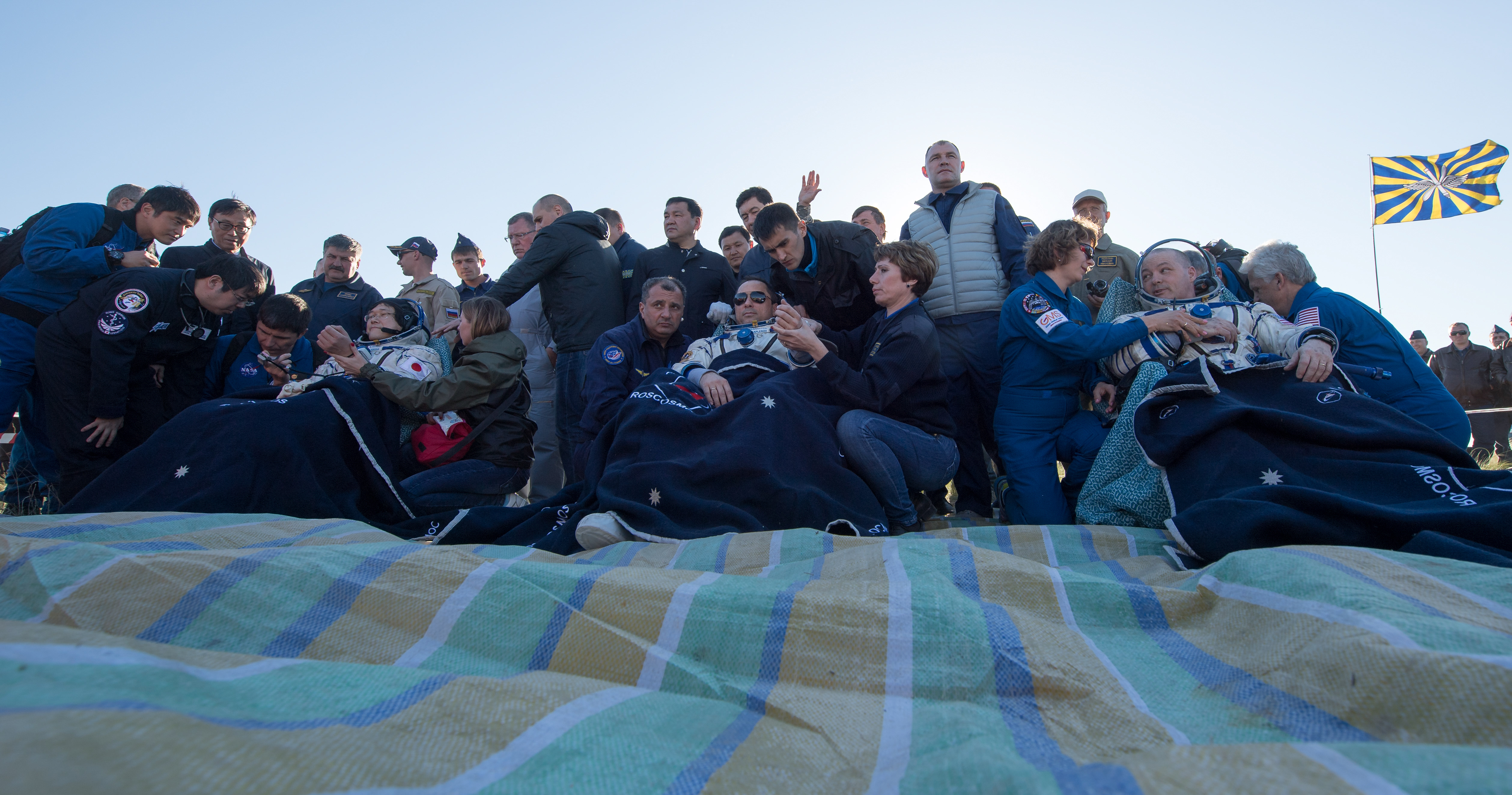
Die Crew mit den Helfern kurz nach der Landung